# Love Live! The School Idol Movie
Love Live! The School Idol Movie (ラブライブ！The School Idol Movie Rabu Raibu! The School Idol Movie?) es una película de anime japonesa de 2015 perteneciente al género de comedia y cine musical, basada en la franquicia de Love Live! School Idol Project de Sunrise, Lantis y Dengeki G's Magazine, que tiene lugar después de la segunda temporada de la serie de televisión de anime 2013 y 2014.
La película fue dirigida por Takahiko Kyōgoku, escrita por Jukki Hanada, producida por Sunrise y distribuida por Shochiku. La película se estrenó en Japón el 13 de junio de 2015 y NIS America obtuvo la licencia en Norteamérica. La película fue la novena película japonesa más taquillera del año en Japón con más de 2.800 millones de yenes y fue nominada a Animación del año en el 39.º Premio de la Academia de Japón.

## Argumento
La película comienza con una escena de la infancia del segundo año, donde Honoka está tratando de saltar sobre un charco que quedó de la lluvia, con Kotori animándola y Umi mirando desde detrás de un árbol. A pesar de fallar varias veces y de que Kotori le pidiera que se rindiera y se fuera a casa, finalmente logra superarlo al final.
La historia tiene lugar después de los eventos de la segunda temporada, donde μ's (pronunciado "musa") recibe una notificación de que los organizadores de Love Live! tienen la intención de realizar una tercera competencia, con el objetivo de realizarla en el Tokyo Dome esta vez. Pero para lograr ese sueño, requieren más publicidad para que se convierta en un concierto con entradas agotadas. Por lo tanto, para difundir el atractivo de los School Idols a más personas, han decidido enviar μ's a los Estados Unidos, donde una agencia de televisión se ha ofrecido a hacerles una portada. A pesar de que μ's ya había decidido disolverse, aceptaron actuar para ayudar a Love Live! reunir más apoyo, ya que siguen siendo School Idols hasta fin de mes.
Mientras se preparan para el concierto y realizan su entrenamiento en la ciudad de Nueva York, μ's también continúa divirtiéndose como turistas, con la canción insertada "Hello, Hoshi o Kazoete" (Hola, 星 を 数 え て) que se reproduce al final del montaje. Sin embargo, durante uno de estos momentos, Honoka se separa del resto del grupo. Perdida en una tierra extranjera, se encuentra con una cantante japonesa solitaria que actúa en las calles y queda encantada con su hermosa voz cantando "As Time Goes By" (japonés)/"¡Estrellas, venid a mí!" (Internacional). En el camino de regreso al hotel, Honoka le pregunta sobre su historia y se da cuenta de que eran iguales. La cantante también solía tocar música con sus amigos más cercanos y terminó sola en Nueva York después de muchos encuentros y despedidas. Honoka fue conducida de regreso a su hotel de manera segura por la cantante, pero cuando se giró para presentarla al resto de μ's, la cantante ya se había desvanecido. Honoka se quedó cargando el juego de micrófonos de la cantante, con una pregunta persistente en su cabeza de su conversación: "Lo más importante es, ¿por el bien de quién cantas?" La primera sección de la película concluye con ellos interpretando "Angelic Angel" en Times Square y Central Park de Nueva York.
Después de regresar a Japón, μ's se había vuelto tremendamente popular, con todo Akihabara cubierto con sus anuncios y productos. Dado que el video de Nueva York se transmitió en todo Japón, las chicas ahora son estrellas y necesitan escabullirse disfrazadas, con la canción insertada "?← Heartbeat" (Hate na Heartbeat) sonando. Pero con todos los fanáticos diciéndoles que quieren que μ's continúe para siempre, los corazones de las chicas comienzan a vacilar con respecto a su decisión de separarse. Se dan cuenta de que tienen que responder ante sus fanáticos y solo tienen dos opciones. Superar la barrera de ser solo ídolos escolares y convertirse en ídolos reales, o aferrarse a su determinación original y detener las actividades después de la graduación del tercer año. La directora Minami también los llama a su oficina y les informa que ella también desea que continúen, incluso si tienen que reinventarse como algo más que ídolos escolares. Mientras Honoka está preocupada por la decisión por la noche, Tsubasa la llama en un paseo nocturno con A-Rise y le cuenta sobre la posibilidad de alargar la carrera de μ como ellos mismos lo hicieron, y le presenta su compañía de gestión.
Enfrentada al dilema en medio de una tormenta, Honoka escucha una voz solitaria cantando y se encuentra con el mismo cantante que conoció antes. Insistiendo en que necesitaba agradecerle, Honoka la arrastra de regreso a su casa, solo para que se detenga afuera, diciendo que eso fue lo suficientemente bueno. Luego, la cantante pregunta si Honoka ya había encontrado la respuesta a su pregunta. Después de que Honoka cierre los ojos, los dos son transportados a una colina llena de flores, frente a un gran lago. Luego, la cantante le pide a Honoka que salte sobre el lago y le dice que definitivamente puede volar cuando quiera. Honoka procede a correr cuesta abajo y dar el salto, reafirmando su amor por la existencia de las School Idols. Eli también le envía un mensaje a Honoka en nombre de los de tercer año después de haberlo discutido, diciéndole su decisión de detener las actividades.
Honoka se despierta a la mañana siguiente y regresa a la azotea, donde todos han llegado a la misma decisión. Allí, Honoka anuncia su idea final, realizar un concierto para promocionar a todas las School Idols como su contribución final a la industria. Ella va a la escuela secundaria UTX, donde le presenta la idea a Tsubasa, quien la acepta de inmediato. A pesar de haber enviado correos electrónicos a todos los School Idols de todo el país, no muchos de ellos lo aceptan, lo que lleva a Honoka a decidir que necesitan conocerlos personalmente para que sus sentimientos se transmitan. "Future Style" suena después de esta secuencia.
Usando el dinero de Maki para la tarifa del tren, se dirigen en grupos de tres por todo el país para convencer a los ídolos escolares de que se unan a su esfuerzo. La multitud masiva se reúne en Akiba al final y comienza a prepararse para que ocurra el festival de ídolos escolares. Kotori y Anju trabajan juntas en el vestuario, mientras que Maki y Tsubasa trabajan en la canción. En la última noche antes del evento, Honoka anuncia a todos la noticia de la disolución de μ's, para consternación de todos.
Finalmente llega el día del festival y todos los μ's se dirigen juntos hacia Akiba. Cuando Eli decide comenzar una carrera allí y μ's comienza a correr, Honoka se distrae con un solo pétalo a la deriva, que recuerda a las flores sobre la colina en el mundo ilusorio. Ella comienza a correr mientras hace piruetas y giros en el camino, sintiendo que, al igual que antes, realmente puede volar en cualquier momento que quiera ahora sin la carga de sus hombros. Cuando llega al sitio, todas las μ's son recibidas por la vista de todas las School Idols que ya están allí, vestidas con trajes que siguen un estilo similar a su propio diseño. La multitud masiva se separa para darles un camino despejado al escenario, y el festival comienza con la interpretación de "Sunny Day Song", que ahora es la canción para todos los School Idols.
Comienza un nuevo año escolar en la escuela secundaria Otonokizaka, con Yukiho y Alisa en tercer año, llevando a cabo la voluntad de μ's y discutiendo sus planes para el Idol Research Club. La pareja da el discurso de bienvenida a los estudiantes de primer año, hablando sobre cómo μ's salvó la escuela y hablando sobre su desempeño final. Luego, la escena cambia a un flashback detrás del escenario de μ's justo antes de su última actuación como ídolo. La película concluye con "Bokutachi wa Hitotsu no Hikari" (僕 た ち は ひ と つ の光) que se realiza en el Tokyo Dome, lo que significa el comienzo de la actuación final de μ.

## Reparto
| Personaje      | Voz             |
| -------------- | --------------- |
| Honoka Kousaka | Emi Nitta       |
| Kotori Minami  | Aya Uchida      |
| Umi Sonoda     | Suzuko Mimori   |
| Maki Nishikino | Pile            |
| Rin Hoshizora  | Riho Iida       |
| Hanayo Koizumi | Yurika Kubo     |
| Nico Yazawa    | Sora Tokui      |
| Eli Ayase      | Yoshino Nanjō   |
| Nozomi Tojo    | Aina Kusuda     |
| Tsubasa Kira   | Megu Sakuragawa |
| Erena Tōdō     | Maho Matsunaga  |
| Anju Yūki      | Ayuru Ōhashi    |

## Producción
La película se anunció en junio de 2014 del final de la segunda temporada de Love Live! School Idol Project cerrando la primera serie, como parte de la celebración del quinto aniversario de la franquicia.

## Lanzamiento
En enero de 2015, la fecha de estreno de la película se anunció el 13 de junio de 2015. Se estrenó en video casero en Blu-ray el 15 de diciembre de 2015. La edición especial limitada vendió 193 769 copias en su primera semana, convirtiéndose en el número semanal. un Blu-ray de animación en el país. El 24 de enero de 2016 había vendido 220.772 copias. Durante la primera transmisión televisiva de NHK Educational TV el 3 de enero de 2017, los espectadores celebraron tuiteando con su hashtag "#lovelive" y se convirtieron en el tema de tendencia número 1 en Japón.
La película se estrenó en cines en Corea del Sur el 3 de septiembre de 2015, en los Estados Unidos el 11 de septiembre de 2015 y en Indonesia el 21 de octubre. En diciembre de 2015, la película se había proyectado en varios otros países, incluidos Australia, Brunéi, Hong Kong, Malasia, Nueva Zelanda, Filipinas, Singapur, Taiwán, Tailandia y Vietnam, y también se programó su lanzamiento en Canadá a principios de 2016.